# Мина Костић
Мина Костић (име по рођењу Минира Јашари, 5. мај 1975, Београд) српска је поп-фолк певачица ромског порекла.

## Биографија и каријера
Мина је рођена 1975. године у београдском насељу Ледине у ромској породици са десеторо деце, укључујући њу. Њена мајка Зоја Јашари дала ју је на усвајање, а усвојена је од стране Евдокије Дуде Ивановић када је имала пет година, која је тетка српском реперу Ивану Ивановићу Ђусу.
Променила је име када је имала деветнаест година, да би мање платила за италијанску визу, заједно са братом Енвером који је променио име у Дејан.
Мина је била удата за бизнисмена Тиосава Тику Сретеновића, а након тога и у браку са певачем Игором Костићем, са којим има ћерку Анастасију, рођену у фебруару 2009.
Мина је имала велики број телевизијских наступа, а током каријера објавила је три студијска албума. Први албум објављен је 2000. године и нови назив Срчани удар, други студијски албум из 2002. године зове се No comment, а трећи и најуспешнији по мишљењу музичких критичара и Мининих обожавалаца под називом Музику појачај, објављен је 2005. године.
Неки од највећих Мининих хитова су песме Да ли ме вара са тобом, Старији човек, Груди од бетона, Мало је фалило, Исти играчи, као и дует са Џејом Рамадановским под називом Славија.
Позната је по често провокативном сценском појављивању, што повремено изазива коментаре медија. Била је учесница друге сезоне ријалити-шоуа Фарма.

## Дискографија

### Албуми
- Срчани удар  (2000)
- No comment (2002)
- Музику појачај (2005)

### Компилације
- Мира Шкорић и Мина (2006)
- Ilusion (2010)

### Синглови и ЕП-ови
- Још једна у низу (2007)
- Странци (2007)
- Груди од бетона (са Игором Х) (2008)
- Јутро буди се (200)
- Мало је фалило (2012)
- Туђа срећо (2016)
- Limo king (Диск џокеј Бине и Ђус) (2016)

### Видео-спотови
| Видео-спот                               | Година | Режисер                 |
| ---------------------------------------- | ------ | ----------------------- |
| Мој лепи                                 | 2000   | CODE                    |
| Црно сунце                               | 2001   | CODE                    |
| Да ли ме вара са тобом (дует са Јеленом) | 2002   | AL HAMED                |
| Старији човек                            | 2003   | AL HAMED                |
| Приђи ми полако (дует са Ђусом)          | 2006   | Понк                    |
| Још једна у низу                         | 2007   | Дејан Милићевић         |
| Груди од бетона                          | 2008   | Дејан Милићевић         |
| Ако те икад изгубим                      | 2013   | ДМ САТ видео продукција |
| Нисам ти ја мама                         | 2015   | Ведад Јашаревић         |
| LIMO KING (дует са Ђусом)                | 2016   | Борис Зец               |
| Живим са грешкама                        | 2017   | Дејан Милићевић         |
| Просек                                   | 2018   | Душан Шливић            |
| Нема даље (дует са Џејом)                | 2019   | Paradox Pictures        |
| Знаш ти број (дует са Велсаном)          | 2019   | Бранислав Глушац        |
| Човек мој                                | 2020   | Igor X                  |
| Мона Лиза                                | 2021   | Марко Грујић            |
| Поклонићу сваком судбину своју           | 2022   | Дејан Милићевић         |
| Исти играчи                              | 2024   | Дејан Марковић          |
| Друже                                    | 2024   | Igor X                  |

## Фестивали
- 2006. Златиборска песма — Фатална и плава
- 2008. Гранд фестивал — Пуче истина
- 2010. Гранд фестивал — Чесма
- 2012. Гранд фестивал — Застала у сну
- 2014. Гранд фестивал — Биће ми свака ноћ Нова година
- 2020. Сабор, Београд — Разведена